# Каррильо Флорес, Фернандо
Фернандо Каррильо Флорес (13 мая 1963, Богота, Колумбия ) – колумбийский государственный и дипломатический деятель, юрист, экономист, педагог.

## Биография
Образование получил в Папском Ксаверьянском университете в Боготе, затем в аспирантуре Школе управления имени Джона Ф. Кеннеди в Гарварде. Магистр права (1987). Магистр государственного управления (1994).
Преподавал в альма-матер курс конституционного права,  был профессором в области финансов в Университете Богоматери Розария и Университете Ла-Сабана. Профессор коммерческого права Андского университета в Боготе, Университета Святого Фомы Аквинского и Колумбийского института высших исследований.
Работал приглашенным преподавателем в разных других научных заведениях, включая Институт политических исследований (Париж) , Парижский университет , Американский университет и Мадридский университет имени Карла III.
13 сентября 2012 года стал членом-корреспондентом Колумбийской академии юриспруденции.
Член Колумбийской либеральной партии.
С 7 августа 1991 по 29 июня 1992 года занимал пост министра юстиции Колумбии.
В 1994 году работал в Межамериканском  банке развития в США.
В 2012 году руководил Национальным агентством юстиции и права Колумбии.
С 3 сентября 2012 по 11 сентября 2013 года – министр внутренних дел.
В 2018 году назначен послом Колумбии в Испании.